# Libreboot
Libreboot (anteriormente conhecido como GNU Libreboot) é um projeto de software livre que visa substituir o firmware proprietário da BIOS encontrado na maioria dos computadores por um totalmente livre, projetado para executar um número mínimo de tarefas necessárias para carregar e executar uma moderna versão de sistema operacional 32 ou 64 bits.

## Características
Libreboot é definido como uma distribuição de coreboot sem blobs binários proprietários. Libreboot não é um fork de coreboot. Além de remover o software proprietário, libreboot também tenta fazer o coreboot ser fácil de usar por automatizar a compilação e o processo de instalação.
O projeto Libreboot  tornou possível as modificações necessárias para as variantes completamente livres de alguns ThinkPad, Chromebook, e MacBook, assim como de desktop e de servidor. De acordo com a sua própria documentação, ele pode trabalhar com qualquer distribuição Linux que usa o kernel mode setting (KMS) para os gráficos, enquanto o Windows não é suportado e seu uso é desencorajado por Libreboot. Suporte para BSD é largamente testado, com sucessos relatados para a inicialização do OpenBSD e NetBSD.

## História
A Free Software Foundation (FSF) subscreve Libreboot, e tornou-se oficialmente parte do Projeto GNU , em 14 de Maio de 2016. No entanto, em 16 de setembro de 2016, a desenvolvedora líder do Libreboot, Leah Rowe, anunciou um boicote à FSF, e a remoção do Libreboot do Projeto GNU, em resposta a alegações de que a organização havia demitido uma funcionária transexual, porque a funcionária reportou assédio sexual. A FSF publicamente negou essas alegações, em 16 de setembro de 2016. Rowe objetou adicionalmente sobre a FSF não "deixar Libreboot ir', em 23 de setembro de 2016. Libreboot contribuinte Damien Zammit emitiu uma declaração alegando que a Leah Rowe, decidiram separar-se do GNU unilateralmente, e publicita a sua visão pessoal de como a vista para o Libreboot comunidade sem a consulta de outros colaboradores. Em janeiro de 2017, Richard Stallman anunciou que Libreboot foi lançado a partir do projeto GNU. Mesmo após tais disputas, Leha Rowe lançou um apelo público para que defendam Richard Stallman contra as difamações que ele vem sofrendo nos últimos tempos .
Em 1 de Maio de 2017, a Intel confirmou e corrigiu um bug de  remote elevation of privilege (CVE-2017-5689) em seu Mecanismo de Gerenciamento de firmware, um bu há muito suspeitado por membros das comunidades Coreboot e Libreboot. Cada plataforma Intel com processador Intel Standard Manageability, Active Management Technology), ou Small Business Technology, a partir de Nehalem , em 2008, para Kaby Lake, em 2017, possui uma brecha de segurança remotely exploitable security no IME (Intel Management Engine). Outro risco de segurança dentro do IME é o Intel vPro rádio celular, através da qual os componentes de hardware podem ser acessados remotamente, ou o computador pode até mesmo ser destruído.

## Sistemas suportados
O sistema Libreboot suporta os seguintes sistemas:
- Placas de Servidor: Asus KFSN4-DRE e Asus a kgpe-D16
- Desktop boards: Asus KCMA-D8, Intel D510MO, Gigabyte GA-G41M-ES2L, e a Apple iMac 5,2
- Notebooks: Asus Chromebook C201, a Lenovo ThinkPad X60/X60s, a Lenovo ThinkPad X60 Tablet Lenovo ThinkPad T60 (algumas exceções), a Lenovo ThinkPad X200, a Lenovo ThinkPad R400, a Lenovo ThinkPad T400, a Lenovo ThinkPad T500, o Apple MacBook 1.1, e o Apple MacBook 2.1